# Tlumočnice (film)
Tlumočnice (v anglickém originále The Interpreter) je koprodukční filmový thriller z roku 2004. Režisérem filmu je Sydney Pollack. Hlavní role ve filmu ztvárnili Nicole Kidman, Sean Penn, Catherine Keener, Jesper Christensen a Yvan Attal.

## Obsazení
| Nicole Kidman      | Silvia Broome  |
| Sean Penn          | Tobin Keller   |
| Catherine Keener   | Dot Woods      |
| Jesper Christensen | Nils Lud       |
| Yvan Attal         | Philippe       |
| Earl Cameron       | Edmond Zuwanie |
| George Harris      | Kuman-Kuman    |
| Michael Wright     | Marcus         |
| Sydney Pollack     | Jay Pettigrew  |